# Javier Gómez Muñoz
Javier Gómez Muñoz (Madrid, 15 de noviembre de 1978) es un periodista y presentador de televisión español.

## Trayectoria profesional
Cursó sus estudios en el Colegio Fray Luis de León (1981-1996) y posteriormente se licenció en Ciencias de la Información por la Facultad de Ciencias de la Información (Universidad Complutense de Madrid) (1996-2001). A pesar de su juventud ha trabajado en agencias, periódicos y cadenas de radio y televisión. Comenzó su carrera profesional en 2001, con 23 años en el diario El Mundo.
En 2002 trabajó como corresponsal de Europa Press y La Razón en Francia. En el país galo fue comentarista radiofónico en France Inter y también hizo su debut televisivo como comentarista político en varios programas: (i-Europe, C dans l’air o Mots croisés). 
En este tiempo también trabajó en el diario Corriere della Sera, en Milán; en el periódico Le Progrès, en Lyon y en el semanario mexicano y colombiano Tiempo, fundado por Gabriel García Márquez. También ha escrito en el diario polaco Gazeta Wyborcza.
En la temporada 2006/2007, se hizo cargo del resumen semanal de la Primera División en L'Équipe du dimanche.
Desde 2007, año en el que volvió a España, compatibilizó la presentación de este programa de fútbol en Canal+ Francia con una segunda etapa en el diario El Mundo como redactor especializado en terrorismo y política en el equipo de Crónica, suplemento dominical de investigación y grandes reportajes.
En marzo de 2010 fichó por Atresmedia para formar parte del equipo de La Sexta deportes. Presentó la edición de las 21:00 con Susana Guasch y Carlota Reig, hasta el 3 de abril de 2015. Paralelamente, en agosto y diciembre de 2014 se encargó de sustituir a Iñaki López en La Sexta noche.
Colaboró en el programa La Brújula de Onda Cero y escribió en el periódico ABC. En el segundo trimestre de 2015 se encargó de la revista de prensa en el programa Más de uno de las mañanas de Onda Cero. Desde el tercer trimestre de 2015 hasta los primeros meses de 2016 fue subdirector del periódico El Mundo. 
Desde primavera de 2016 hasta junio de 2017 dirigió el dominical Papel de El Mundo. En junio de ese mismo año fichó por Telemadrid donde dirigió y presentó con Rocío Delgado la segunda edición de Telenoticias entre el 18 de septiembre de 2017 y el 12 de julio de 2019. Entre el 21 de enero y el 18 de febrero de 2019 condujo también en Telemadrid, el programa semanal de debate y entrevistas Turno de palabra que fue cancelado tras solo cinco emisiones por baja audiencia. Desde el verano de 2019, tras finalizar su paso por el canal madrileño, comienza a colaborar en El programa de Ana Rosa en Telecinco. 
Desde principios de 2020 también colabora y en ocasiones ejerce de presentador sustituto en Todo es mentira de Cuatro. Además colabora en el programa 100 yardas, que habla sobre la actualidad de la NFL, desde el cual con sus análisis y sus "sacks", se ha convertido en una de las voces más autorizadas para hablar de NFL en España y en español.